# Vania Kohli
Vania Kohli (* 12. September 1959) ist eine Schweizer Politikerin (BDP).

## Leben
Sie besuchte von 1965 bis 1979 Schulen in Bern und erwarb dort eine Matura Typus C. Von 1979 bis 1980 ging sie auf die Handelsfachschule Dr. Rischik und schloss diese mit einem Diplom als Direktionsassistentin ab. Danach studierte sie von 1980 bis 1983 an der Universität Bern für das Sekundarlehramt und erhielt das Patent als Sekundarlehrerin phil. I. Kohli studierte nun von 1983 bis 1990 Rechtswissenschaften an der Universität Bern und machte ihr Staatsexamen als Fürsprecherin. In dieser Zeit war sie von 1985 bis 1989 im Sekretariat der Ausländerkommission der Stadt Bern tätig. Von 1993 bis 1996 arbeitete sie als Lehrerin für Rechtskunde an der Berufs-, Fach- und Fortbildungsschule Bern. Von 1995 bis 1999 war sie Wissenschaftliche Beamtin im Rechtsdienst des Generalsekretariates des Eidgenössischen Departements für Umwelt, Verkehr, Energie und Kommunikation. Seit 1999 ist sie in der Advokatur Bolla & Kohli, welche seit 2006 unter dem Namen Advokatur Kohli firmiert, tätig.
Vom 1. Juni 2010 bis 30. August 2020 war sie Mitglied im Grossen Rat des Kantons Bern für den Wahlkreis Bern. Des Weiteren gehörte sie dem Stadtrat von Bern an und war 2011 Stadtratspräsidentin. Anfang 2012 schied sie aus dem Stadtrat aus. Kohli ist Mitglied in dem Vorstand der BDP Stadt Bern, sowie in dem der BDP Kanton Bern.
Kohli ist verheiratet und hat zwei Söhne. Ihr älterer Sohn Philip rückte 2012 für sie in den Stadtrat von Bern und 2020 in den Grossen Rat des Kantons Bern nach.